# Самара 1
Вижте пояснителната страница за други значения на Самара.
„Самара 1“ е квартал в Стара Загора.
Разположен е източно от кв. „Самара 2“ и югоизточно от кв. „Самара 3“. Надморската му височина варира от 190 до 225 м.
Сградите в квартала на север от бул. „Цар Симеон Велики“ са предимно къщи, а на юг – жилищни блокове.
В квартала има детска ясла, детска градина, основно училище.
В южните му части се намира търговски комплекси "Holiday Park", магазин „Технополис“ и магазин „Практикер“. Непосредствено до тях се намира и нефункциониращият търговски център „Сити Мол“.
В квартала има множество автомобилни сервизи, там се намира и сграда на Съюза на българските автомобилисти. В покрайнините на квартала има автоцентрове на „Фолксваген“, „Форд“, и „Ивеко“, както и бензиностанции на „Лукойл“ и „Петрол“.